# Spilogona clarans
Spilogona clarans är en tvåvingeart som först beskrevs av Huckett 1932.  Spilogona clarans ingår i släktet Spilogona och familjen husflugor.
Artens utbredningsområde är Ontario. Inga underarter finns listade i Catalogue of Life.